# Codex Augiensis
El Codex Augiensis (Gregory-Aland no. Fp/010) és un manuscrit uncial del segle ix del Nou Testament. Està escrit en grec i llatí, sobre pergamí, amb lletres uncials, i es conserva a la Trinity College (Cat. number: B. XVII. 1) a Cambridge.
El còdex conté 136 fulles de pergamí (23 x 19 cm) i conté els Epístoles Paulines. El text està escrit en dues columnes per pàgina, i 28 línies per columna.